# Oscar Hoppe (Physiker)
Oscar Hoppe (* 24. März 1838 in Hufhaus bei Ilfeld; † 29. November 1923 in Clausthal) war ein deutscher Physiker.

## Leben
Oscar Hoppe arbeitete nach seinem Schulabschluss 1858 zunächst bei einem Schlosser und später in der Maschinenbauanstalt und Eisengießerei Ilsenburg, bevor er anschließend von 1860 bis 1864 an der Polytechnischen Schule in Hannover studierte. 1864 bestand er das Staatsexamen für den Eisenbahnmaschinenbau und erhielt eine Anstellung als Ingenieur in Clausthal. 1868 wurde er als Dozent für Maschinentechnik und Physik an die Bergakademie Clausthal berufen, wo der spätere Geheime Bergrat von 1888 bis 1911 als Professor für Technische Mechanik und Physik wirkte. Daneben beschäftigte er sich wissenschaftlich umfassend mit Elektrotechnik.
Am 1. Februar 1881 wurde Oscar Hoppe als Mitglied (Matrikel-Nr. 2296) in die Leopoldina aufgenommen.

## Schriften
- Zwei neue goniometrische Formeln nebst Diagrammen, aus denen sich für beliebige Winkel die Resultate der Formeln mittelst Zirkel direct ermitteln lassen. Clausthal, 1880 Digitalisat
- Beiträge zur Geschichte der Erfindungen. Erste Lieferung. Wann, wo und von wem ist die bergmännische Schiessarbeit erfunden und vervollkommnet, und wie steht der Harzer Bergbau zu diesen Fragen? Dazu: einige Bemerkungen über das Alter des Feuersetzens und des Schiesspulvers. Grosse, Clausthal 1880 Digitalisat
- Beiträge zur Geschichte der Erfindungen. Dritte Lieferung. Das Zellenradgebläse mit Berücksichtigung der verwandten Maschinen. Grosse, Clausthal 1882 Digitalisat
- Die Bergwerke, Aufbereitungs-Anstalten und Hütten sowie die technisch-wissenschaftlichen Anstalten, Wohlfahrts-Einrichtungen pp. im Ober- und Unter-Harz. Nebst einem Anhang für geognostische Excursionen, verfasst von Bergrath Dr. v. Groddeck. Grosse, Clausthal 1883 Digitalisat
- Beiträge zur Klarstellung der Bewegungsvorgänge in der sogen. hydraulischen Setzmaschine und daraus sich ergebende Vorschläge zur Vereinfachung unserer Erzaufbereitungsanstalten. Schade, Berlin 1891 Digitalisat
- Elementares Lehrbuch der Technischen Mechanik für Studirende und zum Selbstunterricht. Felix, Leipzig 1894 Digitalisat
- Elementarer praktischer Leitfaden der Elektrotechnik in technisch-wissenschaftlichem Zusammenhange mit der Maschinen-, Berg- und Hütten-Technik, aufgebaut auf der technischen Mechanik als der gemeinsamen Grundlage für das Gesamtgebiet der Technik und der erklärenden Naturwissenschaften für Techniker und Nichttechniker. Baedeker, Essen 1898 Digitalisat